# Udo Beitzel

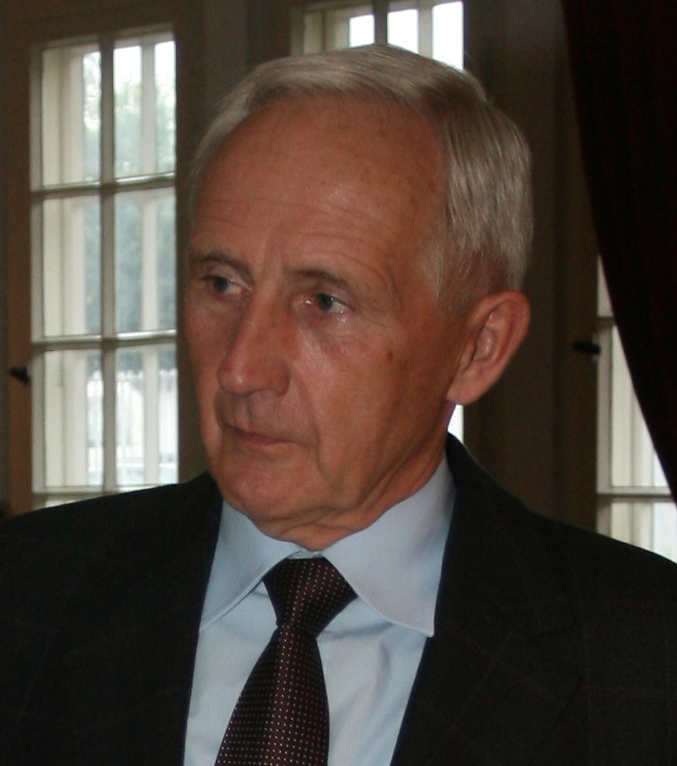
Brigadegeneral a. D. Udo Beitzel (2009)

Udo Beitzel (* 30. September 1940 in Koblenz) ist Brigadegeneral a. D. des Heeres der Bundeswehr und war zuletzt General der Heeresflugabwehr und Kommandeur der Heeresflugabwehrschule in Rendsburg.

## Militärische Laufbahn
Beitzel trat 1959 nach seinem Abitur in den Dienst der Bundeswehr als Offizieranwärter der Heeresflugabwehrtruppe, 1961 wurde er zum Leutnant ernannt und zunächst als Zugführeroffizier eingesetzt, bevor er 1963 an die Heeresflugabwehrschule als Hörsaalleiter in der Offizier- und Unteroffizierausbildung wechselte. Im Anschluss wurde er 1966 an die Technische Akademie der Luftwaffe (TAkLw) in Neubiberg, der heutigen Universität der Bundeswehr München, versetzt und nahm das Studium der Elektrotechnik auf. Nach Abschluss der akademischen Ausbildung im Jahr 1969 kehrte Beitzel als Ing. grad. in die Truppe zurück und wurde zunächst als Flugabwehrradaroffizier (FlaRadarOffz), danach als Batteriechef eingesetzt.
Von 1972 bis 1974 absolvierte Beitzel den 15. Generalstabslehrgang Heer an der Führungsakademie der Bundeswehr in Hamburg, wo er zum Offizier im Generalstabsdienst ausgebildet wurde. Im Rahmen dieses Lehrganges erstellte er eine Jahresarbeit zum Thema „Die Bundeswehr ist das größte Dienstleistungsunternehmen der Bundesrepublik Deutschland“ versus „Die Bundeswehr ist kein Betrieb“. In dieser Arbeit untersuchte Beitzel Gemeinsamkeiten und Unterschiede zwischen Bundeswehr und Betrieben, ein Themenfeld, dem im Rahmen der Transformation der Bundeswehr und der damit verbundenen Privatisierung von Dienstleistungsbereichen wieder erhöhte Bedeutung zukam.
Nach Beendigung der Generalstabsausbildung folgte eine Verwendung als G3-Stabsoffizier und im Jahr 1976 die Versetzung zur 12. Panzerdivision nach Veitshöchheim, wo als G4-Stabsoffizier eingesetzt wurde. Zwei Jahre später kehrte er nach Rendsburg zurück und erhielt dort mit Übernahme des Flugabwehrlehrbataillons 610 sein erstes Truppenkommando. Bereits 1980 gab er die Führung des Bataillons wieder ab und übernahm den Dienstposten des Leiters der Stabsabteilung G1 der 11. Panzergrenadierdivision in Oldenburg. In der Folge wurde er im Jahr 1982 zur Hardthöhe in Bonn versetzt, wo Beitzel im Führungsstab des Heeres (FüH) als Referent in der Abteilung I (Personal, Ausbildung, Organisation) tätig war. 1984 wechselte er innerhalb des Führungsstabes den Dienstposten und diente bis 1986 als Generalstabsoffizier beim Chef des Stabes FüH, Generalmajor Harald Schulz und dessen Nachfolger Generalmajor Hartmut Behrendt. Im Laufe des Jahres 1986 wurde Beitzel zum Oberst ernannt und besuchte einen mehrmonatigen Lehrgang am NATO Defence College in Rom.
Zurück aus Italien diente er bis 1990 im III. Korps in Koblenz als Korps-Flugabwehrkommandeur. Anschließend wechselte er nach Köln ins Heeresamt, um dort die Führung der Abteilung IX und gleichzeitig das Amt des Generals der Heeresflugabwehr zu übernehmen. Im Rahmen der Umgliederung des Heeresamtes 1994 wurde das Amt des Generals der Truppengattung mit dem Dienstposten des Kommandeurs der jeweiligen Truppenschule verbunden. Beitzel wechselte den Dienstposten und behielt das Amt des Generals der Heeresflugabwehr und wurde Kommandeur der Heeresflugabwehrschule in Rendsburg. Am 1. Oktober 1995 erfolgte die Ernennung zum Brigadegeneral.
Während seines zweiten Truppenkommandos wurde die Kaserne, in der die Heeresflugabwehrschule stationiert war, vom damaligen Bundesminister der Verteidigung Rudolf Scharping von Rüdelkaserne in Feldwebel-Schmid-Kaserne umbenannt. Die Entscheidung des Ministers zur Umbenennung am 8. Mai 2000 führte zu einer großen Kontroverse und medialen Aufmerksamkeit, zumal die Entscheidung Scharpings nicht unumstritten war. Zum 1. Oktober 2000 übergab Beitzel Amt und Kommando an Brigadegeneral Dieter Schuster und wurde in den Ruhestand versetzt.

## Sonstiges
Udo Beitzel ist verheiratet und Vater eines Sohnes und einer Tochter. Er ist Gründungsmitglied der Gemeinschaft der Heeresflugabwehrtruppe und war von der Gründung im September 2007 bis September 2016 deren Präsident.